# Biblioteca Montagu Butler
A Biblioteca Montagu Butler é uma das maiores coleções mundiais em e sobre Esperanto, contendo 4433 itens em seu catálogo. Seu nome é uma homenagem a Montagu Butler, autor de numerosas obras, incluindo  Step by Step in Esperanto e Esperanto-English Dictionary.